# Banteay Kdei
Banteay Kdei (in lingua khmer:ប្រាសាទបន្ទាយក្តី, Prasat Banteay Kdei) è un tempio buddista di Angkor, in Cambogia. Si trova a sud-est del Ta Prohm e ad est di Angkor Thom. È un "fratello minore" del Ta Prohm e del Preah Khan: simile ad essi nel progetto di base e nello stile del Bayon, ma più semplice e di minori dimensioni, quantomeno nelle strutture centrali.

## Storia
Banteay Kdei fu costruito tra la fine del XII e l'inizio del XIII secolo durante il regno di Jayavarman VII, probabilmente sul sito che già ospitava un tempio del X secolo, risalente al regno di Rajendravarman, forse opera dell'architetto reale Kavindrarimathana. La stele di fondazione non è comunque mai stata rinvenuta, per cui la dedica del tempio ed altri dettagli ci sono ignoti. Le sole informazioni in loco derivano da iscrizioni del regno di Jayavarman VII. Fu occupato dai monaci buddisti in diversi periodi di tempo nel corso dei secoli

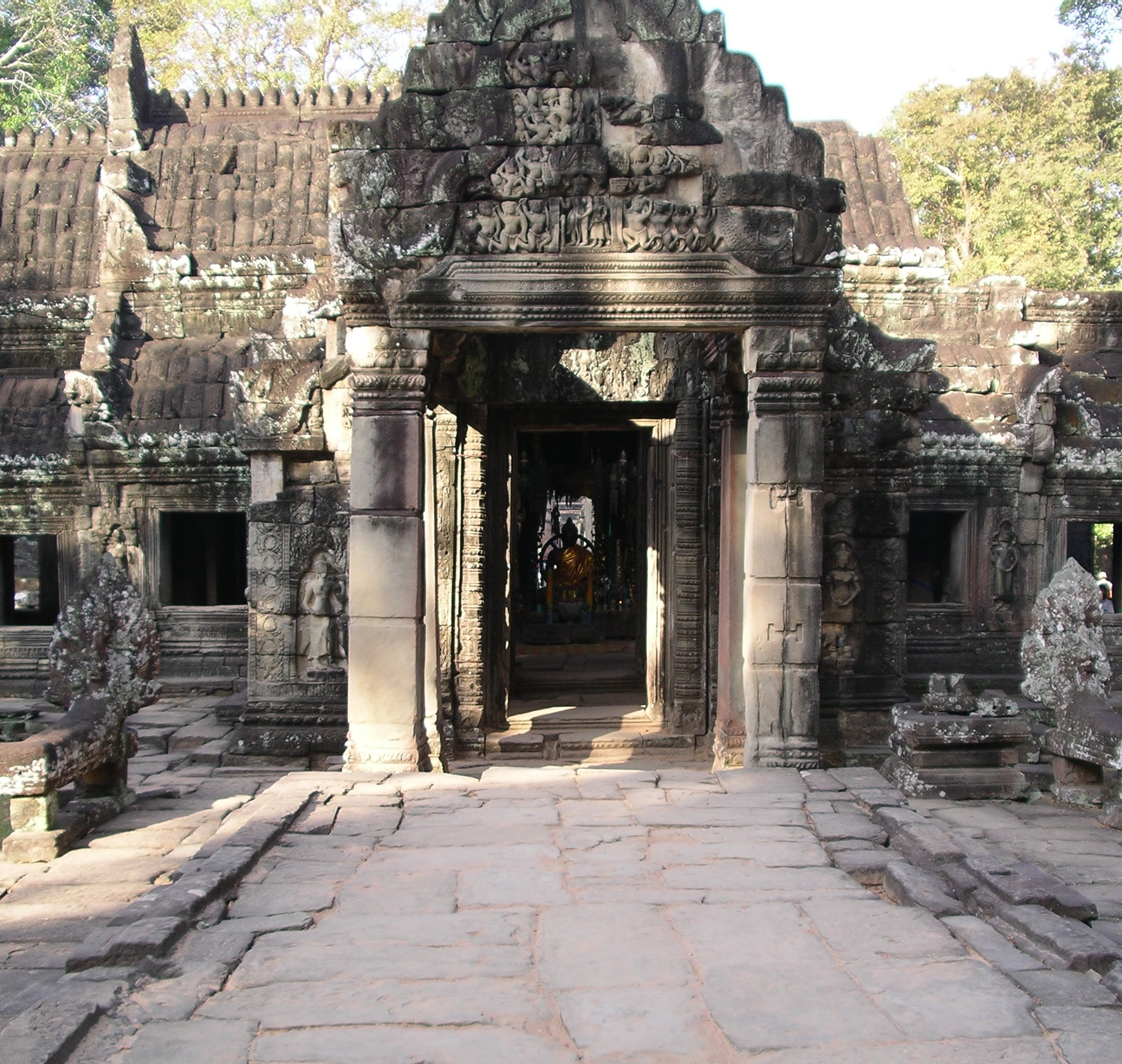
Entrata del gopura est del terzo recinto, Banteay Kdei, Angkor

## Descrizione del sito
I due recinti più interni, che racchiudono il tempio vero e proprio, costituito dal santuario centrale e da altre costruzioni minori, verso l'interno si presentano con una galleria, secondo lo stile del Bayon. Il secondo recinto misura 58 m per 50 m. Ha un ingresso orientale principale, il cui gopura è preceduto all'esterno, come nei due "fratelli maggiori", da una Sala delle Danzatrici. Gli ingressi corrispondenti agli altri tre punti cardinali sono piuttosto spogli, in particolare quelli a nord e a sud sono semplici portali. Il primo recinto, il più interno, misura 36 m per 31 m ed ha i quattro gopura degli ingressi e le quattro torri angolari molto vicini e della stessa altezza, in una conformazione assai caratteristica. La torre centrale non fu mai completata.
Il terzo recinto, circondato da un muro in laterite e da un fossato, misura 320 m per 300 m. Il quarto recinto, costruito più tardi, racchiudeva con un muro di laterite la vera e propria città che si era sviluppata attorno al tempio e misura 700 m per 500 m. L'ingresso principale è dal lato est, che dà sul Srah Srang, tramite un gopura sormontato da una torre in stile Bayon, dalle facce scolpite sui quattro lati, uguale a quelli del Ta Prohm. Dopo 200 metri si arriva ad una terrazza a forma di croce, con la caratteristica balaustrata costituita da nāga, che ha ad ambo i lati i resti del fossato, e quindi al gopura est del terzo recinto, dove è ospitata una statua del Buddha. Risultano interessanti dal punto di vista artistico le sculture di devata ed apsara, di buona fattura, su un'arenaria con venature rosse e verdi.
Il complesso monastico è attualmente alquanto in rovina, a causa di una costruzione affrettata e difettosa e della scarsa qualità dell'arenaria.

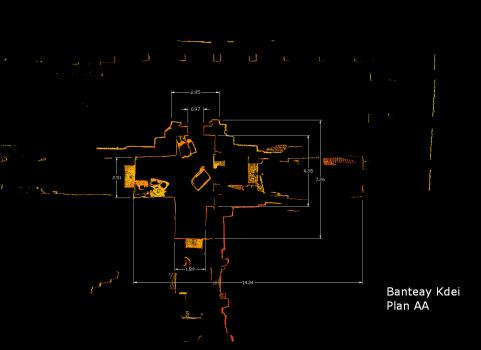
Pianta di Banteay Kdei, Angkor, particolare da una scansione laser 3D

## Galleria d'immagini

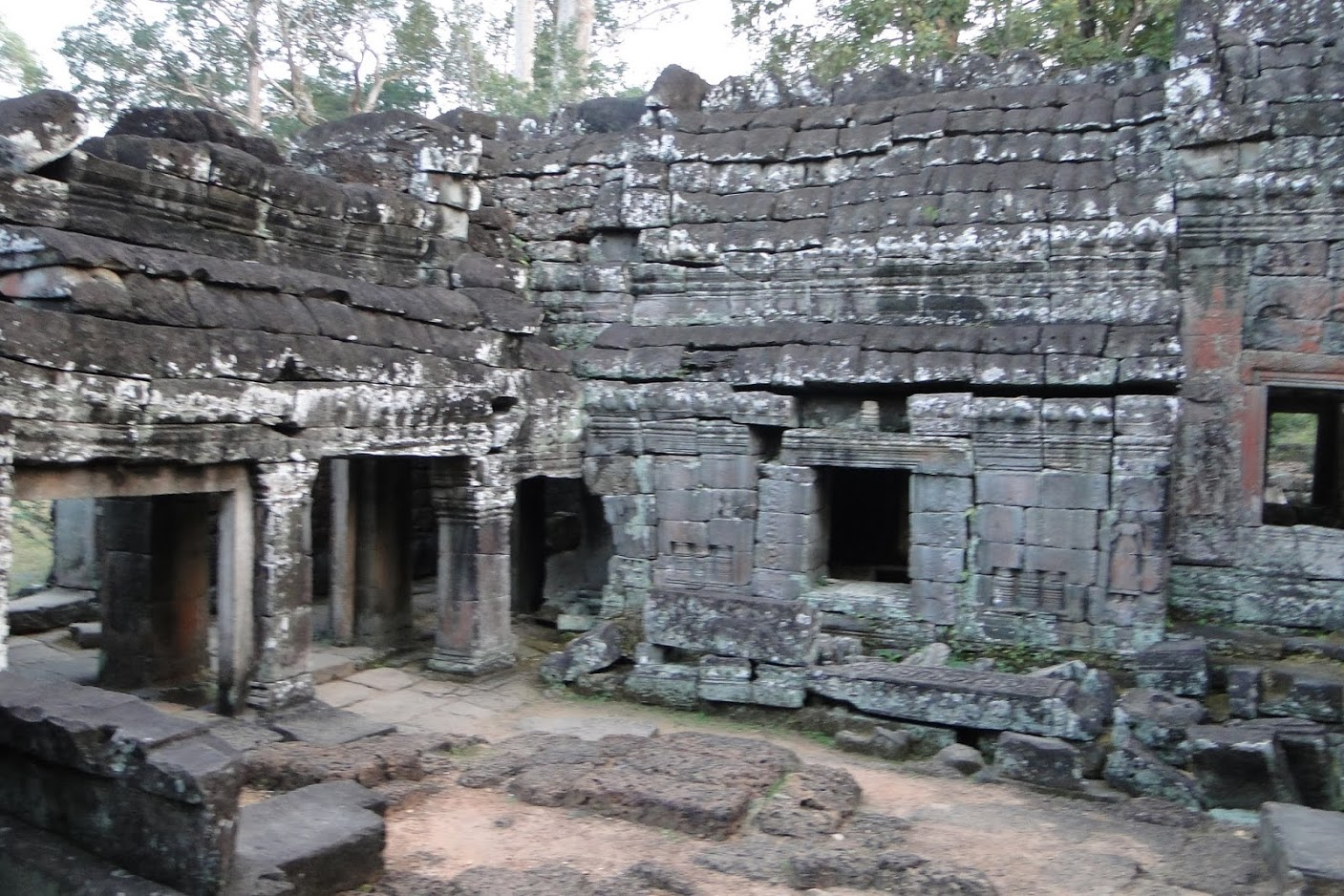
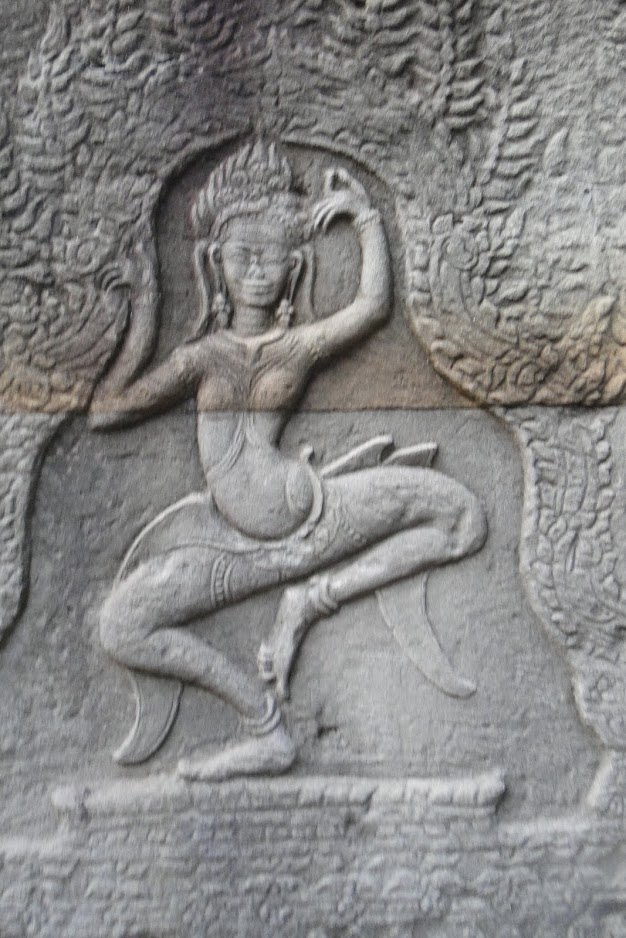
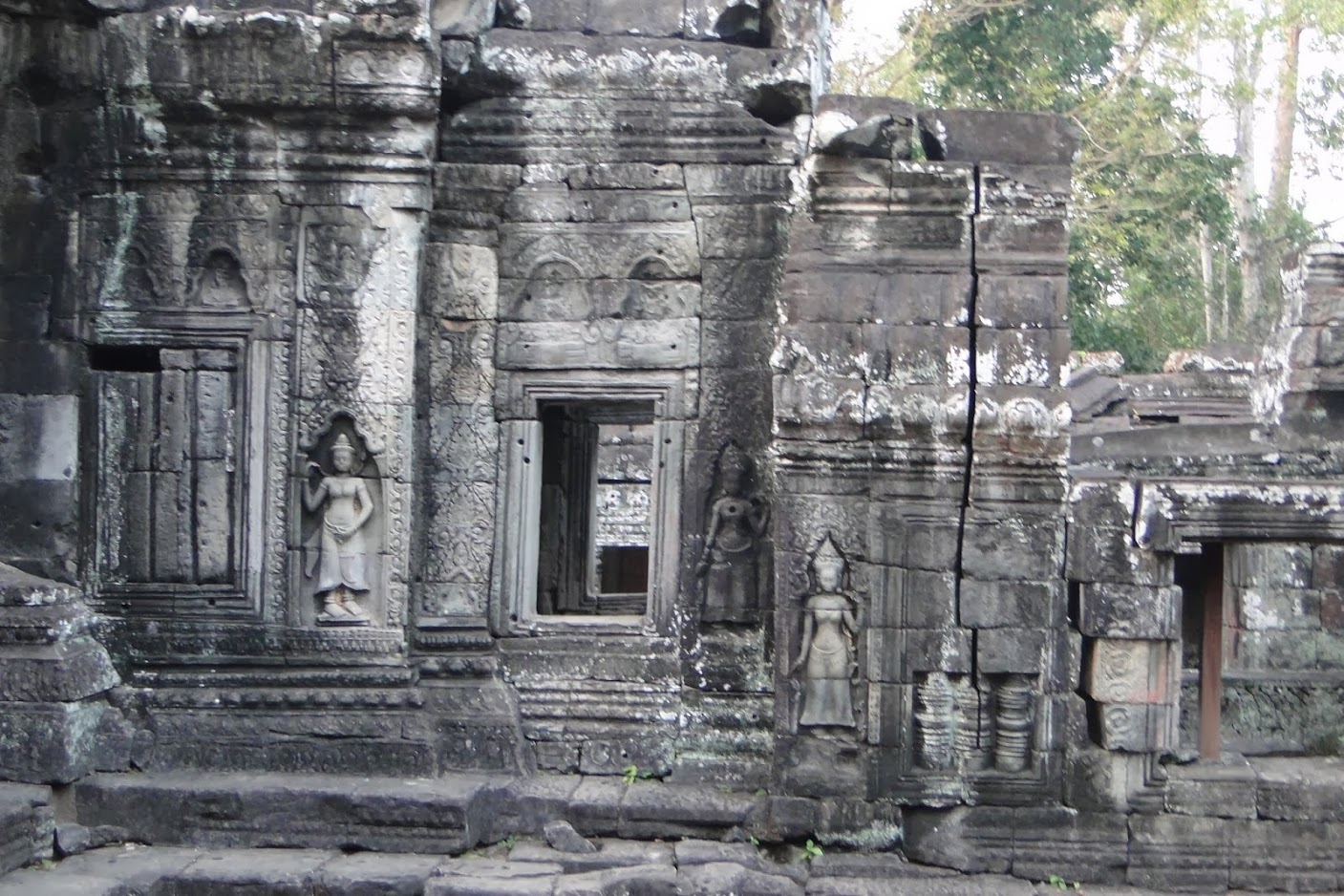
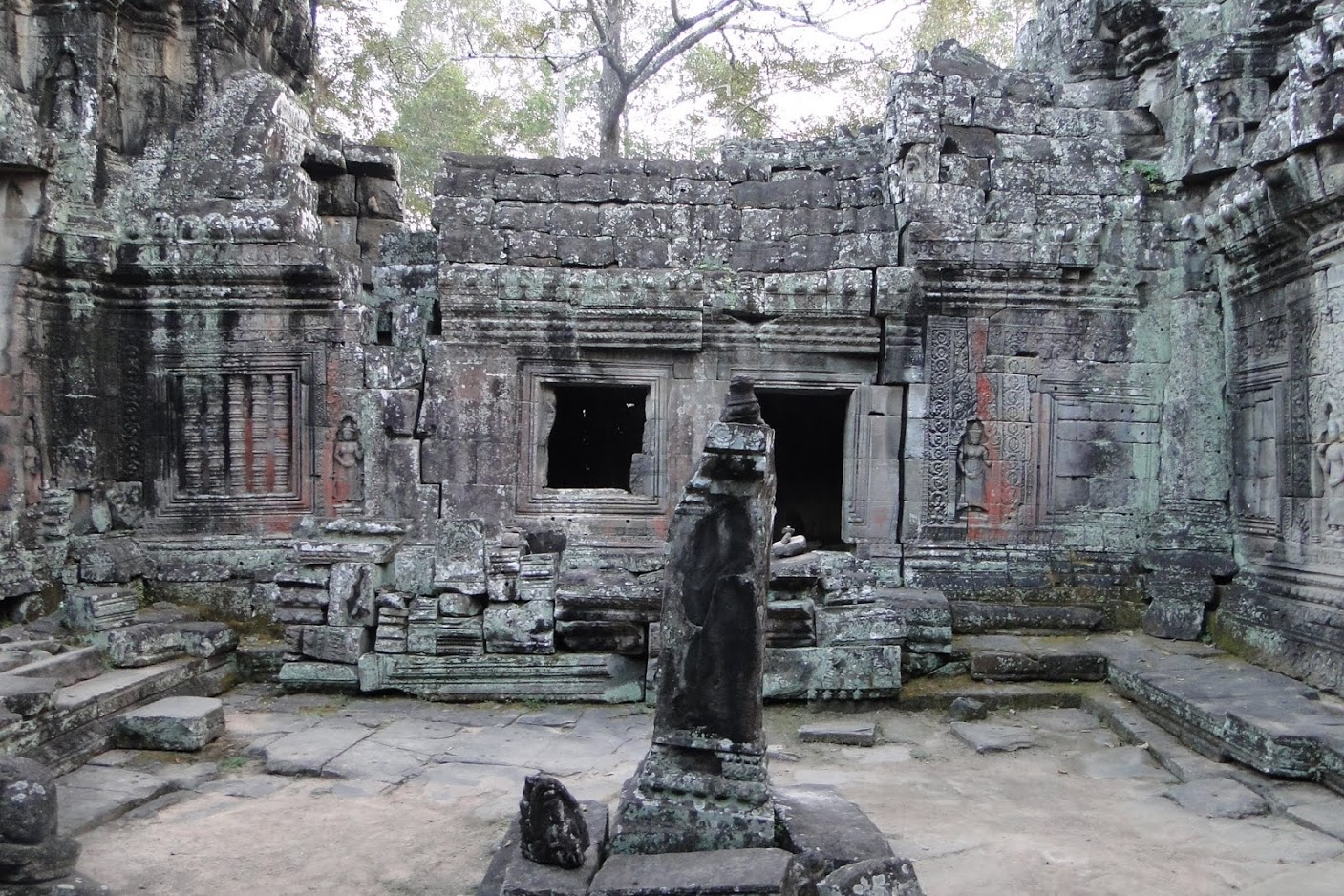
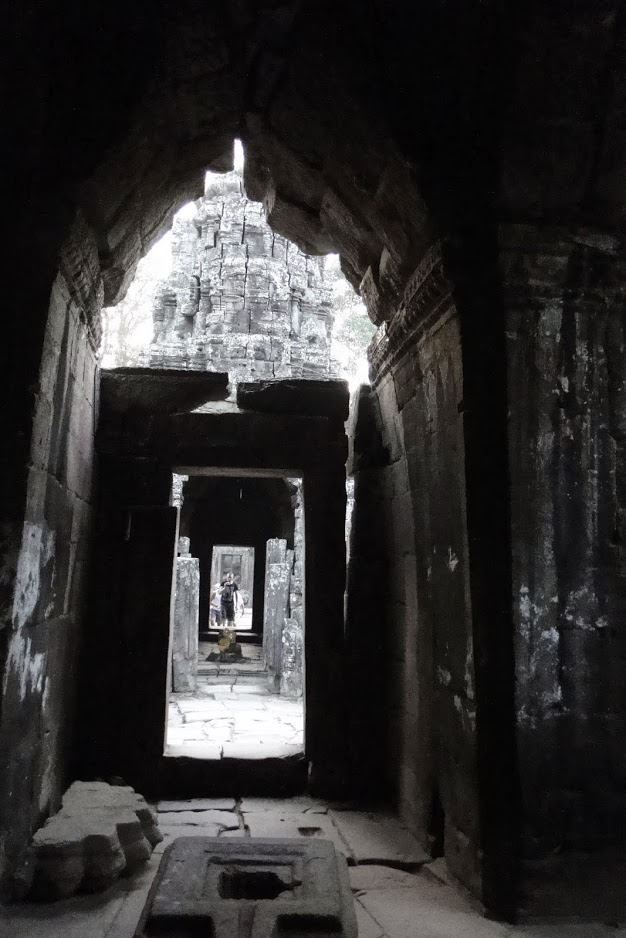
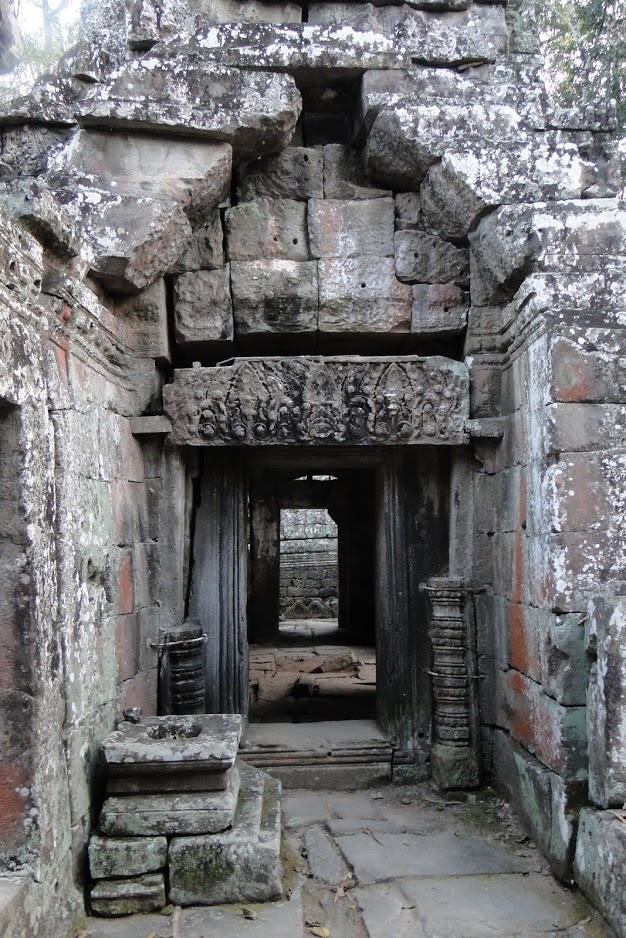
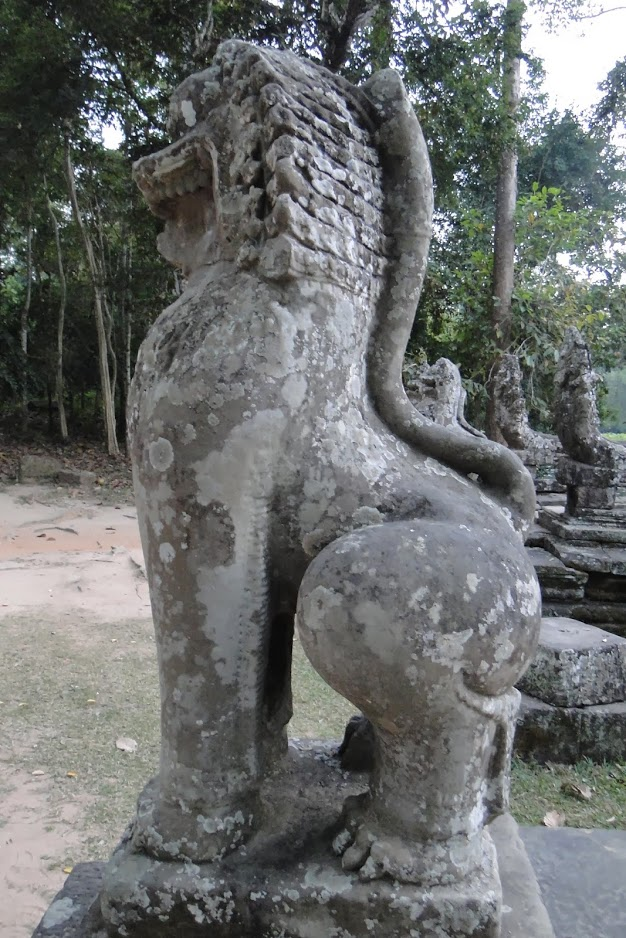
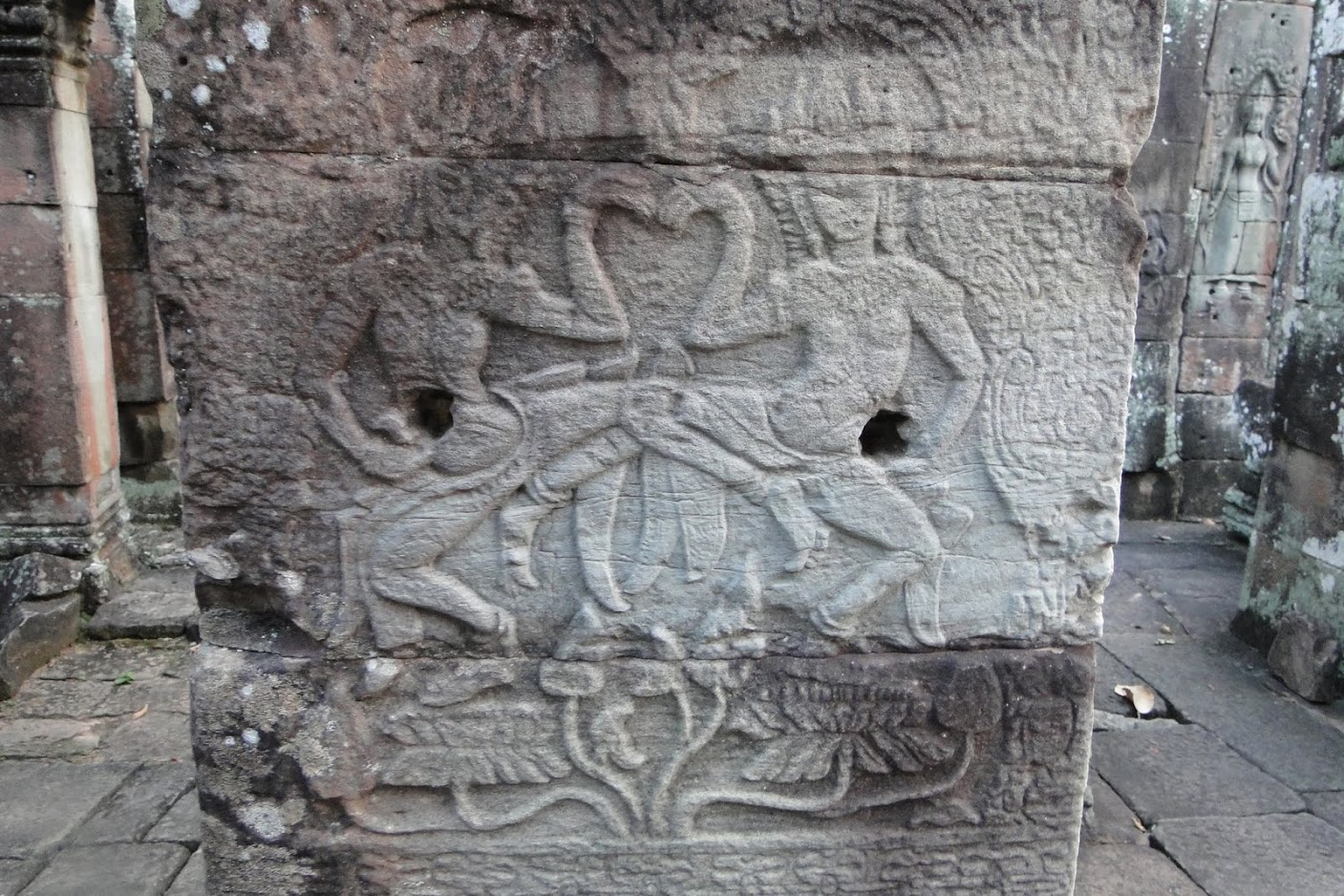